# Блок, Павел Павлович

Художник Павел Павлович Блок в своей мастерской

Павел Павлович Блок (род. 1924) — 21.09.2021г.советский и российский художник живописец. Член Союза художников СССР (1963). Лауреат Государственной премии РСФСР имени И. Е. Репина (1985). Заслуженный художник РСФСР (1972).

## Биография
Родился 25 декабря 1924 года в городе Златоусте, Челябинской области в семье железнодорожника, позже семья переехала в Кустанай, Казахской ССР.
С 1932 по 1941 годы обучался в средней школе. С 1941 года после начала Великой Отечественной войны и смерти отца, оставил учёбу и начал свою трудовую деятельность учеником фрезеровщика, а затем и фрезеровщиком на местном заводе. С 1942 года в возрасте семнадцати лет приписав себе год жизни был призван в ряды Рабоче-Крестьянской Красной армии и направлен на учёбу в Тюменской военное пехотное училище, после окончания которого с 1943 года был участником Великой Отечественной войны в составе 936-го артиллерийского полка 362-й стрелковой дивизии 33-й армии — младший лейтенант и лейтенант, командир взвода разведки штаба артиллерийской батареи. Воевал в составе 1-го Белорусского фронта, участник Рогачёвско-Жлобинской,  Белорусской и Висло-Одерской наступательных операциях, в 1945 году на Одерском плацдарме в Германии в бою получил тяжёлое ранение. С 1945 года после прохождения лечения в военном госпитале был комиссован из рядов Советской армии как инвалид войны.. За отвагу и героизм проявленные в период Великой Отечественной войны был награждён Орденом Отечественной войны 1-й степени и Орденом Красной Звезды.
С 1946 по 1950 годы проходил обучение в Московском областном художественном педагогическом училище изобразительных искусств памяти восстания 1905 года. С 1950 по 1956 годы обучался на отделении живописи в  Московском художественном институте имени В. И.  Сурикова.
С 1956 года был постоянным участником областных, республиканских и всесоюзных художественных выставок. Основные живописные работы П. П. Блока: «1905 год», «Разведка», «45-й год», «Весенний призыв», «Где-то на фронте березовый сок», «Был апрель», «Весна», «Весенняя распутица», «Тишина», «Весна в медсанбате» ,  «Медсёстры»,  «Весна и голуби», «Весенние заботы», «После работы», «Санитарный обоз», «Высотка», «На фронтовой дороге», «Фронтовая баня»,  «Тихо», «Отлив», «Хмурый день», «Зимушка», «Вокзал», «Плацдарм», «Прудик», «Берёза у родника», «Лето», «Глушица», «Весенняя пойма», «Кунцевская пойма» и «Из детства».
С 1963 года П. П. Блок являлся членом Союза художников СССР, членом Правления Союза Художников СССР, Союза художников РСФСР и Московского Союза художников,  долгое время являлся — председателем Совета по живописи Художественного Фонда РСФСР.
2 марта 1972 году Указом Президиума Верховного Совета РСФСР П. П. Блоку было присвоено почётное звание Заслуженный художник РСФСР.
26 декабря 1985 года «за картины «Эшелон», «Весенний призыв», «Мир вашему дому»» П. П. Блок был удостоен Государственной премии РСФСР имени И. Е. Репина.
Жил в городе Москве.

## Награды
- Орден  Отечественной войны I степени (06.11.1985[3])
- Орден Красной Звезды (25.02.1945[4])
- Медаль «За победу над Германией в Великой Отечественной войне 1941—1945 гг.»

### Звания
- Заслуженный художник РСФСР (2.03.1972[7])

### Премии
- Государственная премия РСФСР имени И. Е. Репина (1985[8])